# Bief d’Avignon
Der Bief d’Avignon ist ein kleiner Fluss in Frankreich, der im Département Ain in der Region Auvergne-Rhône-Alpes verläuft. Er entspringt unter dem Namen Bief de l’Enfer im Gemeindegebiet von Marboz, entwässert in nördliche Richtung durch die Naturlandschaft Bresse und mündet nach rund 15 Kilometern im Gemeindegebiet von Cormoz als linker Nebenfluss in den Sevron. Die Mündung liegt am Rande einer größeren Teichwirtschaftszone.
Der Fluss ändert in seinem Verlauf mehrfach den Namen aufgrund der passierten Orte oder Landmarken. Sie lauten:
- Bief de l’Enfer,
- Bief de la Forêt,
- Bief des Basses Vavres,
- Bief d’Avignon

## Orte am Fluss
(Reihenfolge in Fließrichtung)
- La Croze, Gemeinde Marboz
- Veillière, Gemeinde Marboz
- La Forêt d’en Bas, Gemeinde Marboz
- Basses Vavres, Gemeinde Foissiat
- Le Gros Chêne, Gemeinde Cormoz
- Le Petit Avignon, Gemeinde Cormoz
- Le Petit Ronjon, Gemeinde Cormoz